# Ion Dicusar
Ion Dicusar (n. 31 august 1897,Văsieni, r-nul Hâncești) - d. 28 martie 1973, Chișinău) a fost un specialist moldovean în domeniul agrochimiei, care a fost ales ca membru titular al Academiei de Științe a Moldovei. 

## Biografie
În anul 1925 a absolvit academia de științe agricole în numele lui K.A. Timireazev de la Moscova. Este discipol al academicianului rus D.N. Preanișnikov.
În anul 1926 este membru  PCUS . În anii 1931-1946 este șef al catedrei de agrochimie la academia Timireazev din Moscova. În anii 1946-1956 eset deportat în Kazahstan. În anul 1956 după eliberare din detenție este numit director-adjunct al secției științifice a Institutului de pedologie, agrochimie și ameliorație a solurilor a filialei din Moldova a Academiei de științe din URSS. În anii 1959-1964 este director, iar din 1964- șef al secției de agrochimie a Institutului moldovenesc de cercetări științifice de pedologie și agrochimie în numele lui N.A. Dimo. Concomitent este profesor la catedra de pedologie și agrochimie a Universității din Chișinău în numele lui V.I. Lenin .La data de 1 august 1961 a fost ales ca membru corespondent al Academiei de Științe a Moldovei, iar ulterior academician al Academiei de științe din RSS Moldovenească Este tatăl lui Alexandru Dicusar.

## Activitate științifico-practică
Ion Dicusar este coautorul cursului principal de agrochimie adoptat în URSS în anul 1940.  Domeniul principal de preocupări l-a constiutuit alimentarea cu azot a plantelor agricole. A elaborat sitemul de aplicare a îngrășămintelor de nitrați  în condițiile RSS Moldovenești,  supus criticilor la sfărșitul anilor 80. A pregătit 36 de candidați în științe, inclusiv 15 în RSSM.   